# Massimo Cassani
Massimo Cassani (Cittiglio, 25 febbraio 1966) è uno scrittore e giornalista italiano.

## Biografia
Giornalista professionista, esordisce nella narrativa nel 2008, con Sottotraccia - Le inchieste del commissario Micuzzi (pubblicato da Sironi editore), con il quale lancia il personaggio del commissario Sandro Micuzzi, poliziotto svagato, distratto e meditabondo che si muove per Milano come un naufrago che ha perso la bussola. Sandro Micuzzi è il protagonista anche del secondo romanzo della serie dal titolo Pioggia battente, pubblicato sempre nei tipi di Sironi editore, nel 2009.
Nel 2010 si stacca dalla narrativa di genere con Un po' più lontano (Laurana Editore), un romanzo che ha per temi la solitudine, il rapporto con il passato e l'agnizione d'identità.
Nel 2013 esce il terzo romanzo dedicato al commissario Micuzzi, dal titolo Zona franca pubblicato da TEA (Gruppo Mauri Spagnol), in cui l'azione narrativa si radica nella multietnica zona di via Padova, a Milano. Il romanzo è stato poi ripubblicato in formato tascabile da TEA nel 2015. TEA ha ripubblicato, sempre in formato tascabile, anche “Sottotraccia” [2013] e “Pioggia battente” [2014]. Inoltre "Pioggia battente" è stato inserito nella collana "Noir Italia" de "Il Sole 24 Ore" (agosto 2013).
Nel 2014 torna il commissario Micuzzi con il quarto romanzo della serie, dal titolo Soltanto silenzio, che affronta in chiave di fiction uno dei più inquietanti misteri dell'Italia degli anni Settanta. Nel 2017 il romanzo è stato tradotto e pubblicato in Spagna, dall'Editorial Bòveda.
Nel 2015 un suo racconto autobiografico viene compreso nel libro “La formazione dello scrittore”.
Sempre nel 2015, pubblica "Mistero sul lago nero" (Laurana), con protagonista il detective privato milanese Mario Borri; un romanzo ispirato esplicitamente agli stilemi classici dell'hard boiled e del noir che, attualizzati in chiave contemporanea, non possono che generare effetti volutamente umoristici.
Nel 2017 è ideatore e curatore dell'antologia dal titolo "Ritratto dell'investigatore da piccolo" (TEA). Oltre a un suo racconto, il volume raccoglie racconti di Marco Vichi, Hans Tuzzi, Elda Lanza, Arosio&Maimone.
Nel 2018 il suo romanzo breve "Sul Marciapiede opposto" viene inserito nella collana "Genius Loci" di Bolis edizioni.
Nel 2020 pubblica "L'ultimo ritorno", un romanzo di impianto familiare che incrocia prima il giallo e poi il noir (Castelvecchi).
Sempre con al centro relazioni, nodi irrisolti e mistero è "Nonostante le apparenze" (Arkadia), pubblicato nel 2023.
Dal 2010 collabora con “La Bottega di narrazione” di Laurana, a Milano, diretta da Giulio Mozzi (scrittore, consulente editoriale e insegnante di scrittura creativa). Nel 2018, all'interno dell'omonima collana, è uscito il suo La trama - come inventarla come svilupparla, con prefazione di Giulio Mozzi.

## Opere

### Libri
- Sottotraccia - Le inchieste del commissario Micuzzi, 2008
- Pioggia battente - Le inchieste del commissario Micuzzi, 2009
- Un po' più lontano, 2010
- Zona Franca - Un'inchiesta del commissario Micuzzi, 2013
- Soltanto silenzio - Un'inchiesta del commissario Micuzzi, 2014 (traduzione in spagnolo 2017 Solo silencio)
- La formazione dello scrittore (AA.VV.) 2015
- Mistero sul lago nero, 2015
- Ritratto dell'investigatore da piccolo (a cura di), 2017
- La trama - come inventarla come svilupparla, 2018
- Sul marciapiede opposto, 2018
- L'ultimo ritorno, 2020
- Nonostante le apparenze, 2023